# Csaba Gercsák
Csaba Gercsák, né le 19 août 1988 à Budapest, est un nageur hongrois, spécialiste des épreuves de nage en eau libre.

## Biographie
Il a participé à deux éditions des Jeux olympiques en 2008 et 2012, n'obtenant qu'une 18e place en 2012 sur le 10 km en eau libre. Il est médaillé de bronze sur le 25 km en 2011 à Shanghai lors des Championnats du monde.

## Palmarès

### Championnats du monde
- Shanghai 2011 :  Médaille de bronze au 25 km.